# 紀元前113年
紀元前113年（きげんぜん113ねん）は、ローマ暦の年である。

## 他の紀年法
- 干支 : 戊辰
- 日本
  - 開化天皇45年
  - 皇紀548年
- 中国
  - 前漢 : 元鼎4年
- 朝鮮
  - 檀紀2221年
- 仏滅紀元 : 432年
- ユダヤ暦 : 3648年 - 3649年

## できごと

### ローマ
- ゲルマン人がガリアと北スペインを攻撃したが、グナエウス・パービリウス・カルボに率いられたローマ軍は、ドラバ谷でキンブリ族に敗れた。ローマがスペインの沿岸部を併合して「地中海世界」が成立。
- ケルティベリア人とローマの間に戦争が勃発した。

### シリア
- アンティオコス9世キュジケノスがセレウコス朝の王になった。

## 死去
- 劉勝：前漢の皇族